# Norwegische Squash-Meisterschaften
Die norwegischen Squash-Meisterschaften sind ein Wettbewerb zur Ermittlung des nationalen Meistertitels im Squash in Norwegen. Ausrichter ist der Norges Squashforbund.
Seit 1978 werden die Meisterschaften bei den Herren und bei den Damen jährlich ausgetragen. Rekordhalter ist Johan Åbyholm bei den Herren mit sieben Titeln, bei den Damen ist Lotte Eriksen mit 16 Titeln Rekordsiegerin.

## Norwegische Meister
Die Nummern in Klammern hinter den Namen geben die Anzahl der gewonnenen Meisterschaften wieder. Folgende Spieler konnten die Meisterschaft gewinnen:
| Jahr | Herren                  | Damen                  |
| ---- | ----------------------- | ---------------------- |
| 1978 | Gorm B. Jensen          | Haldis Skog            |
| 1979 | Gorm B. Jensen (2)      | Kirsten Robsahm        |
| 1980 | Johan Åbyholm           | Astrid Åbyholm         |
| 1981 | Johan Åbyholm (2)       | Astrid Åbyholm (2)     |
| 1982 | Johan Åbyholm (3)       | Guri Lenth             |
| 1983 | Johan Åbyholm (4)       | Guri Lenth (2)         |
| 1984 | Johan Åbyholm (5)       | Astrid Åbyholm (3)     |
| 1985 | Per Christiansen        | Astrid Åbyholm (4)     |
| 1986 | Per Christiansen (2)    | Astrid Åbyholm (5)     |
| 1987 | Johan Åbyholm (6)       | Astrid Åbyholm (6)     |
| 1988 | Johan Åbyholm (7)       | Astrid Åbyholm (7)     |
| 1989 | Andreas Åbyholm         | Guri Lenth (3)         |
| 1990 | Andreas Åbyholm (2)     | Elin Blikra            |
| 1991 | Andreas Åbyholm (3)     | Elin Blikra (2)        |
| 1992 | Andreas Åbyholm (4)     | Elin Blikra (3)        |
| 1993 | Andreas Åbyholm (5)     | Elin Blikra (4)        |
| 1994 | Andreas Åbyholm (6)     | Elin Blikra (5)        |
| 1995 | Per Christiansen (3)    | Elin Blikra (6)        |
| 1996 | Per Christiansen (4)    | Elin Blikra (7)        |
| 1997 | Stig Olsen              | Elin Blikra (8)        |
| 1998 | Richard Larsson         | Elin Blikra (9)        |
| 1999 | Stig Olsen (2)          | Elin Blikra (10)       |
| 2000 | Stig Olsen (3)          | Elin Blikra (11)       |
| 2001 | Richard Larsson (2)     | Elin Blikra (12)       |
| 2002 | Richard Larsson (3)     | Elin Blikra (13)       |
| 2003 | Richard Larsson (4)     | Nina Kristin Martinsen |
| 2004 | Morten Mandt            | Elin Blikra (14)       |
| 2005 | Stig Olsen (4)          | Lotte Eriksen          |
| 2006 | Stig Kobbevik           | Lotte Eriksen (2)      |
| 2007 | Stig Olsen (5)          | Lotte Eriksen (3)      |
| 2008 | Shahab Hossain          | Lotte Eriksen (4)      |
| 2009 | Hans-Olav Torgersen     | Lotte Eriksen (5)      |
| 2010 | Kim Are Killingberg     | Lotte Eriksen (6)      |
| 2011 | Kim Are Killingberg (2) | Lotte Eriksen (7)      |
| 2012 | Kim Are Killingberg (3) | Lotte Eriksen (8)      |
| 2013 | Kim Are Killingberg (4) | Lotte Eriksen (9)      |
| 2014 | Kristian Solhaug        | Lotte Eriksen (10)     |
| 2015 | Kristian Solhaug (2)    | Lotte Eriksen (11)     |
| 2016 | Adrian Østbye           | Lotte Eriksen (12)     |
| 2017 | Sindre Roaldsøy         | Lotte Eriksen (13)     |
| 2018 | Adrian Østbye (2)       | Lotte Eriksen (14)     |
| 2019 | Adrian Østbye (3)       | Lotte Eriksen (15)     |
| 2020 | Trym Aasness            | Lotte Eriksen (16)     |
| 2021 | Adrian Østbye (4)       | Madeleine Hylland      |
| 2022 | Trym Aasness (2)        | Madeleine Hylland (2)  |
| 2023 | Andreas Knoph           | Madeleine Hylland (3)  |
| 2024 | Andreas Knoph (2)       | Madeleine Hylland (4)  |
| 2025 | Andreas Knoph (3)       | Madeleine Hylland (5)  |